# 海底地下水排泄
海底地下水排泄（英語：Submarine groundwater discharge，缩写：SGD）是一個通常發生在沿海地區的水文過程。它被描述為淡水和鹹水地下水從陸地流入海洋的海底。海底地下水排放是由幾個強迫機制控制的，這些機制導致陸地和海洋之間的水力梯度。考慮到不同的區域環境，排放的方式有：(1)沿著岩溶和岩石地區的裂縫集中流動，(2)在軟質沉積物中分散流動，或(3)海水在海洋沉積物中再循環。海底地下水排放在沿海生物地球化學過程和水文循環中發揮著重要作用，如近海浮游生物的形成、水文循環以及營養物質、微量元素和氣體的釋放。它影響到沿海生態系統，幾千年來，一些當地社區一直將其作為淡水資源使用。